# Анте Старчевић
Анте Старчевић (Житник, 23. мај 1823 — Шестина, Загреб 28. фебруар 1896) је био хрватски политичар српског порекла, провинцијални књижевник и публициста и, заједно са Еугеном Кватерником, оснивач Странке права утемељена на идеологији хрватског државног права. Још за живота назван је – као политички лидер и главни идеолог хрватског национализма – Оцем Домовине. У исто време, Старчевић представља контроверзну личност због својих антисемитских и антисрпских ставова. Дио његових ставова и радова послужио је као идеолошка основа Усташког покрета.

## Биографија
Рођен 1823. године у Житнику поред Госпића, од родитеља Срба. Мајка удовица Милица Чорак, рођена Богдан, из Широке Куле, примила је католицизам пре удаје за првог мужа. Отац Јаков Старчевић, био је граничар из Пазаришта, села покатоличених Срба, потомак херцеговачких Старчевића.
Образован је прво у немачкој пучкој школи у личком Кланцу. Потом га образује стриц, Шиме Старчевић писац Тада Шиме узе Анту к себи у Баг. Било му је 13 година. Ту га приправи за прва два разреда гимназије По другом извору, за прва два разреда гимназије спремао га је (учио латинском и немачком језику) католички жупник Јосип Влатковић у Смиљану. Године 1839. полази на трећи разред гимназије у Госпићу, где му је стриц био професор: другови и професори дивили су се бистрини и брзом схваћању младог Ликоте, којег су за шалу 'Влахом' називали. Остала четири разреда гимназије и два виша разреда, тзв. филозофију завршио је у Загребу. Учествовао је као кршни гимназијалац будући "ватрен Илир", на крвавим демонстрацијама у Загребу, одржаним на Марковом тргу 27. јула 1845. године.
У јесен 1845. године након завршене више гимназије у Загребу и одлази у сјемениште у Сењ, а одатле га бискуп Ожеговић шаље у Пешту, на студије теологије. Године 1846. добија титулу почасног доктора филозофије у Пешти. Вратио се с пролећа 1848. године кући, па у Сењ, да би наставио школовање. Када је требало да се на крају "зареди", одлучује да се не посвети свештеничком позиву.
Затражио је професуру филозофије и опште историје на Правословној академији у Загребу. Након неуспеха ушао је у адвокатску канцеларију др Лавослава Шрама, где остаје до 1861. године. Године 1851. конкурисао је безуспешно за место професора математике и на београдском Лицеју, пишући молбу на ћирилици и потписујући се као „доктор мудрословија“ (филозофије). Београдски лицеј је међутим ангажовао Алексу Вукомановића на том месту. Фрустрирани професор Старчевић се због тога наоштрио против Срба, и само је чекао прилику да их нападне. Устао је тако 18. августа 1852. године да брани Људевита Гаја, од прозивања које је стигло из београдских "Србских новина". На странама Гајевих "Народних новина" у Загребу, он полемише са како каже "тзв. Србима". Али ту не стаје, па ускоро, 21. септембра Старчевић показује своје још веће огорчење, када на страницама поменутих "Народних новина" исписује нови оштар: "Одговор Србскоме дневнику и београдским новинама". Искористио је он одсуство уредника Гаја, да изнесе своје шовинистичке ставове, до тада не виђене у јавности, у односу између два народа. Анте се у чланку окомио на српско име и српски језик, негирајући и омаловажавајући их, уз помоћ књиге византијског цара Порфирогенита. Увредљив текст преноси на својим странама "Србски дневник" 24. августа 1852. године Реаговао је онда лично Људевит Гај, са својим извињењем и побијањем ставова Старчевићевих, жалећи због атака на братство Срба и Хрвата, које је он до тада 18 година мукотрпно градио.
Старчевићу се супротставио, и то стихом и велики поборник слоге Срба и Хрвата, Јован Сундечић објавивши спев под насловом: "Дру Анти Старчевићу уздарје за пренемио дар". Песникове прве речи су веома одјекнуле у јавности: Вукодлаче, Паклењаче!
Излази Анте из канцеларије г. Шрама тек 1861. године, када је изабран за великог бележника Ријечке жупаније, али је 1862. године суспендован и као противник режима осуђен на месец дана затвора. Исте године изабран је у Хрватски сабор као представник Ријеке. За заступника у Хрватском сабору биће биран поново 1865, 1871, и од 1878. године до краја живота.
У Хрватском сабору је био заговорник хрватске независности одлучно се противећи било каквим везама Хрватске са Аустријом и Мађарском, градећи тако темеље за оснивање националистичке Странке права, коју је основао са Еугеном Кватерником. На њеном челу је остао до своје смрти.
Године 1863. је затворен, а након изласка из затвора поново се запослио у Шрамовој канцеларији до октобра 1871. године. Након Кватерниковог устанка у Раковици поновно је ухапшен, а Странка Права распуштена. Седам година касније (1878) опет је изабран за заступника у Хрватском сабору, где је остао до своје смрти.
Поред политике бавио се и историјом, филологијом, књижевном критиком, филозофијом, писањем песама, драма и политичком сатиром.
Анте Старчевић је преминуо 28. фебруара 1896. године у Загребу у 73. години живота. Сахрањен је, према властитој жељи, у цркви светог Марка у загребачким Шестинама, а споменик му је израдио октобра 1903. године Иван Рендић.

## Политички рад
Старчевић је у младости ватрено заступао идеје илирског препорода, али се у њега разочарао. Одбацивао је идеју тријализма, тј. могућност да се Аустријско царство преуреди тако да Хрватска буде равноправни партнер са Угарском и Аустријом у заједничкој држави заснованој на федеративној основи. Старчевић и његове присталице су обзнанили програм стварање самосталне националне државе Хрватске. На темељу такве основне концепције, заједно с Еугеном Кватерником, формирао је Странку права, којој су у почетку претежно припадали интелектуалци.
Хрватско државно право које је заговарала Странка права је националистичка политичка концепција, која је представљала једно од главних начела хрватске националне политике од средине 19. векa (односно од Илирског покрета) до средине 20. века. Концепт „хрватског државног права“ базиран је на идеји да Хрвати као народ имају наводно „неотуђиво историјско право“ (на основу наводне "првостечености") да успоставе своју националну државу на свим територијама које су (по уверењима хрватских историчара и политичара) привремено биле под влашћу Хрватске у раном средњем веку, односно у време хрватских народних краљева (до 1102. године). Концепција „хрватског државног права“ је употребљавана као изговор којим би се оправдало стварање Велике Хрватске. Најрадикалнија концепција „хрватског државног права“ је заступана од стране Анте Старчевића (оснивача Странке права), а обухватала је све територије од Алпа до Тимока заједно са северном Албанијом.
Не обазирући се ни на историјске и политичке чињенице, Старчевић и његови праваши су тврдили да постоје само два јужнославенска народа, Бугари и Хрвати. По Старчевићу Хрватска је обухватала подручје од Алпа на северу, до Македоније и Бугарске на југу. Словенце је називао Алпским Хрватима, а Србе је прогласио Хрватима. Праваши су као свој циљ поставили стварање Велике Хрватске и ослобођење Хрватске и Босне и Херцеговине од вишевековне аустријске и турске владавине.
Старчевићев саборац Еуген Кватерник је 1871. подигао Раковички устанак усмерен против Хрватско-угарске нагодбе и генерално Аустроугарске. Због издаје у властитим редовима и неучествовања већине руководства Странке права и Анте Старчевића, устанак је угушен. Погинули су вође буне Еуген Кватерник, Анте Ракијаш и Вјекослав Бах, а командант побуњене војске Раде Цујић успео је преко Босне пребећи у Србију. Неуспех раковичке буне врло неповољно одразио на тадашње стање у Хрватској и на Странку права и главна улога Русије у решавању Источног питања су сугерисали Старчевићу и његове правашима да све више да очекују помоћ од Русије. Истовремено се у Странци права почиње постепено мењати и дотадашњи негативни став према Србима те омекшавати одбојност према југословенској идеји. Старчевић је био импресиониран успесима антихабзбуршке опозиције у Србији оличене у Народној радикалној странци Николе Пашића. Иако је и даље Србе сматрао делом хрватске нације, био је вољан на уступке, надајући се да ће и српске странке у Хрватској-Славонији и Далмацији пратити радикалску политику, и заједно са својом странком и Русијом срушити власт Хабзбурга. Међутим, таква очекивања се нису десила за време Старчевићевог живота јер су и Русија и радикали уздржавали од сукоба са Аустроугарском, а и Куен-Хедерваријева политика је учврснула удаљавање Хрвата и Срба.
У то време дуализам у Аустроугарској је запао у кризу, јер су и аустријски и угарски део државе сматрали да су Аустро-угарском нагодбом лошије прошли од оног другог. Нове размирице Беча и Пеште су зближили Штросмајерове и Старчевићеве следбенике. Старчевић је већ био стар и болестан и није активно учествовао у раду странке. У странци се развио став да је могућ договор са Бечом о решавању хрватског питања. То је значило ревизију сржи идеологије Странке права, за шта је најодговорнији Јосип Франк. Франк и његови следбеници су заступали тријалистичко уређење Аустроугарске, тј. Хрватску као један од њена три федерална дела. Франк је напустио и политику несукоба са Србима и распиривао је сукобе између Срба и Хрвата.
Анте Старчевић, је био аскета и живео је у малој собици са две столице и једним столом. Након његове смрти "сво му је хрватско новинство признало две узорне врлине: непрекидни апостолат хрватскога имена и катонски значај са припростим начином живота". За живота 1895. године изграђен је у Загребу зграду "Старчевићев дом", од стране његових присталица у оквиру Одбора за градњу. Његова дела, иако под утицајем расистичких теорија 19. века, што се види по његовој одредници „нације“ коју је прихватио од Гобиноа ("венчање неједнаких раса"), опет нису доследна, јер их, никада није доказао. Проблем у схватању Старчевића долази отуда, што на једном месту говори о Србима као о „нечистој пасмини“, а на другом, како их ваља асимиловати. Он каже: "Народ херватски неће терпити, да та сужањска пасмина оскверњује свету земљу Херватах." . У то време је Србија била самостална и слободна, а Хрватска још увек део Аустроугарске империје.

### Између расизма и либерализма
Проф. Ненад Мишчевић, један од најутицајнијих хрватских филозофа у ријечком Новом Листу пише: „Обљетница Старчевићеве смрти добра је прилика да наша јавност коначно постане свјесна протурјечја која обиљежују дјело Оца Домовине. С једне стране, његовог либерализма и републиканизма, с друге родољубља које прераста у великохрватски национализам. С треће, и најжалосније, елемената расизма који се окреће против Жидова и свих Срба који одбијају да се похрвате у оквирима Велике Хрватске.".
Либерализам и републиканизам: „На мјесто права Божјега уведена је самосвојност народа, тј. начело по којему сва јавна вриједност стоји у народу." Од посебног је значења Старчевићево повезивање грађанске слободе и људских права. Домољубље: само као нација народ „има сав свој удес у својих шаках“. Но нација је и у Старчевића асимилаторска, великохрватска: припадају јој и Муслимани и већина Словенаца и Срба..
Најопаснији су они политички противници који би Јужне Словене ујединили, а да их не сматрају Хрватима, тј „Славосрби“. Но кључно је по Мишчевићу што Старчевић „Славосрбе“ с годинама све више поима не као политичку него као етничку скупину, чак расу, односно „пасмину“. „Жидови су мање шкодљиви него Славосрби. Јер Жидови гледају само за се и за своје… а Славосрби су увек само за зло: ако не могу себи прибавити корист, они гледају да нашкоде доброј или праведној ствари, или оним који су за њу." Тако Старчевић остаје у погубном процепу између либералног увида да се „пасмине“ тлачитељима свете због неправди што су им нанесене, и уверења да нижим расама, „проклетим пасминама“, није ни требало давати улогу у јавном животу... Одатле, сматра Мишчевић, и „домаћа расистичка интелектуална традиција"... Зашто је важан Мишчевићев прилог? Јер је клатно које се још увек љуља између сатанизације и дивинизације Старчевића један од најопаснијих Дамаклових мачева над слободом мишљења у Хрватској.
Старчевић није био анонимни политичар, већ вођа једне од две најутицајније странке свог времена и посланик Хрватског сабора. Био је добро примљен у хрватском друштву, што је довело до продубљивања јаза између Хрвата и Срба. Било је и другачијих гледишта, те је познати филолог Томо Маретић писао „Старчевић је пакленом мржњом мрзео Србе и ту мржњу три деценије уливао у велики део Хрвата“.
Грубо је писао о бану Јелачићу, бискупу Штросмајеру, Фрањи Рачком и Ивану Мажуранићу. У полемикама које је водио педесетих година 19. века, Старчевић је сковао и двосмислен појам „Славосрба“, којим је осим за православне Србе користио да означи појединце приправне да на штету властитог народа служе страним владарима. Старчевић је тврдио да израз Срби потиче од латинске речи servus (слуга) и да су га сковали православна црква и Руска Империја да поделе хрватски народ би се олакшао продор Петра Великог на Балкан. Србима је називао и неке познате Хрвате, попут Људевита Гаја, бискупа Јосипа Штросмајера и бана Ивана Мажуранића. Његови ватрени антисрпски настројени следбеници касније су значење израза проширили и на читав српски народ, иако су према Старчевићу, Срби заправо били православни Хрвати.

### Ставови о Србима
Анте Старчевић је често Србе звао различитим погрдним именима, чиме је потпиривао мржњу Хрвата према Србима.
Поготово је у једном периоду свог рада инсистирао на мржњи и негацији српске нације, па су тако Срби „реметилачки опструктивни фактор“, они „уопће нису Славени“ него „потичу од варварског племена Трибала“. Они не знају ни за какве цивилизацијске вредности, они лажу, краду, пљачкају куће, убијају и силују. Они су „нижа пасмина“ а Хрвати су „виша, господујућа пасмина“.
До кованице „славосерби“ Анте Старчевић дошао је спојивши 2 латинске речи "sclavus" и "servus" које, и једна и друга, значе: сужањ, роб „Славосерб“ је, према томе, двоструки роб, он није само физички неслободан, него и душевно. Срби су били по њему највише слуге Хрватима. Сви највећи српски јунаци су „Хервати“, док су издајници „пасмине славосербске“. Пише Старчевић: „У Стефану Душану угаси се последњи трак прејасне херватске династије Неманићах који кроз векове, и као краљи владаху..." По њему је и Милош Обилић „Херват“ ("Милош Кобилић показа се Херватом..."), док то Вук Бранковић није. У Косовском боју Срби за Старчевића немају скоро никакву улогу, јер су на челу снага антитурског савеза „Краљ Босне, и Кастриотић, са својими Херватима и Скипетари, и множина Булгарах и Румуњах."
Славо-Серби су смеће народа, они су Херватску издали и, ако устреба, опет ће је издати, макар без своје користи, само да њу издају. Они су по својој нарави без ума и поштења, проти слободи и проти сваком добру.— Дјела, Анте Старчевић
Србе треба ставити ван закона. Ту је судија и овершитељ сваки који је и бесно пашчета— Дјела, Анте Старчевић
Поред анализе стања он је предлагао и решења те је писао да „та пасмина треба да буде из народа истребљена“.
На крају, у свом његовим сценаријима, ипак Срби постоје и за њега су они били Трибали, који су „ждерали остатке жртава“. Истовремено су, као такви, били по њему „сужњи“, а радили о „глави свима, па и суседима“.
Такође Старчевић је сматрао да на Балкану живи само један народ - Хрватски.. Босанске муслимане назива најчистијом хрватском браћом, док Слоненце назива Горским Хрватима.
Од Триглава до Солуна живи само један народ - народ Хрватски
Осим према Србима, Старчевић није крио мржњу према Јеврејима. Између осталог, о њима је говорио овако: »Жидови ... су пасмина, изузев које изнимке без свакога морала и без сваке домовине, пасмина које свако удо подано је само добитку осебну, или ономе својих рођака«. Пустити Јевреје да учествују у јавном животу је по Старчевићу кобно: »У чашу најбистрије воде баци мрву блата, па се сва вода буде замутити«. На сличан начин су по Старчевићу Јевреји »премного покварили и растровали народ француски«.
За разлику од већине хрватских политичара свога доба Анте Старчевић није био клерикално настројен. У Католичкој цркви Старчевић је видео противника независне хрватске државе, због историјске повезаности Хабзбуршке династије и Ватикана.

### Старчевић и усташтво
Како је Старчевић зачетник хрватског национализма и први је помињао истребљење Срба као решење српског питања у Хрватској постоје историчари који сматрају Старчевића зачетником усташког покрета.
Старчевићев расизам је даље компилирао Иво Пилар под псеудонимом L. von Südland. Његову је књигу (Die südslawische Frage und der Weltkrieg...) превео Павелићев режим на хрватски 1943. године и била је део расистичке идеологије усташа и Независне Државе Хрватске. Поводом публиковања превода ове књиге, министар просвете НДХ Миле Старчевић пише у једном чланку, како је Пиларова књига била „библија“ хрватске националистичке омладине у Загребу Књига је поново штампана 1990. године у Хрватској

## Старчевић и језик
Једна од занимљивости везаних уз дела Анте Старчевића јест да је он своје књиге писао на екавици. Иако је био Личанин и изворно икавац, Старчевић је био за екавицу, будући да се Вук Караџић залагао за ијекавицу као заједнички стандард Хрвата и Срба (који у БиХ, Хрватској и Црној Гори говоре ијекавски) што су преко тзв. „хрватских вуковаца“ прихватили само Хрвати. Старчевић се хтео томе успротивити и увести у хрватски језик екавицу (што је говор Хрвата кајкаваца и дела чакаваца) да би се хрватски језик разликовао од српског, за који се у датом тренутку чинило да ће у потпуности преузети ијекавицу.
Старчевић се бунио против Вука Караџића и његових следбеника, заузима се за очување хрватских нарјечја и оптужује Вука да је под називом српских народних песама заправо обрадио хрватску културну баштину.